# هنري إيكلس
هنري إيكلس (4 مارس 1863 - 10 فبراير 1931) (بالإنجليزية: Henry Eccles)‏ هو لاعب كريكت بريطاني.